# 古拉卡利采伊鄉
45°35′N 27°01′E / 45.583°N 27.017°E
古拉卡利采伊鄉（羅馬尼亞語：Comuna Gura Caliței, Vrancea），是羅馬尼亞的鄉份，位於該國東部，由弗朗恰縣負責管轄，面積47平方公里，海拔高度167米，2002年人口2,945，人口密度每平方公里63人。